# Faith No More
Faith No More es una banda estadounidense de metal alternativo formada en San Francisco, California, en 1979 bajo el nombre de Sharp Young Men, integrada por el bajista Billy Gould, el baterista Mike Bordin, el teclista Wade Worthington y el vocalista Mike Morris, que luego serían reemplazados posteriormente por Roddy Bottum y Chuck Mosley respectivamente. La banda entonces pasó a llamarse brevemente Faith No Man y poco después Faith No More, y reclutó tiempo después al guitarrista Jim Martin. Desde sus inicios, y con su debut de 1985 We Care a Lot, se internaron en la escena underground alternativa. Siempre destacó su facilidad de combinar estilos, como el rock alternativo, funk, hardcore, y hip hop, mezclado con el característico sonido influenciado del heavy metal de la guitarra de Jim Martin, todo esto reflejado notoriamente en su segundo disco Introduce Yourself de 1987.
En 1988, Chuck Mosley es despedido de la banda, y en su reemplazo llega Mike Patton; al año siguiente alcanzan la fama mundial con The Real Thing y su exitoso sencillo "Epic". Sin embargo, Patton trajo nuevas influencias al grupo, así en 1992 lanzan Angel Dust, donde ampliaron aún más su música, incluyendo una gran variedad de estilos musicales, que iban desde la música experimental hasta el jazz, black-metal, polka, easy-listening y pop, entre muchos otros. En 1994, Jim Martin queda fuera del grupo, siendo reemplazado por Trey Spruance. En 1995 lanzan King for a Day... Fool for a Lifetime y Spruance deja la banda, por lo que el tour fue hecho con Dean Menta, quien luego sería reemplazado por Jon Hudson, con el que lanzan Album of the Year en 1997, el cual sería su último álbum de estudio hasta 2015 cuando saldría Sol Invictus. En 1998 la banda anunciaba su separación, mediante un comunicado en su página web pero que tendría varios regresos
El 24 de febrero de 2009, Faith No More anuncia un tour de reunión por Europa, llamado "The Second Coming Tour" con la misma formación con la que se separaron. El tour comenzó el 10 de junio, en el Brixton Academy en Londres, y finalizó el 5 de diciembre de 2010 en Santiago de Chile.
Cabe destacar que durante su carrera, tanto en estudio, como en sus presentaciones, la banda ha interpretado a numerosos artistas, entre los que está Black Sabbath, John Barry, The Commodores, Bee Gees, Burt Bacharach, Take That, Dead Kennedys, Al Martino, GG Allin, Portishead, Vanilla Ice, Public Enemy, Violeta Parra, The Cranberries, Siouxsie And The Banshees, Sparks, Michael Jackson, entre otros. Con solo 7 discos oficiales (hasta la fecha), han logrado vender alrededor de 20 millones de copias en el mundo.

## Historia

### Primeros años yWe Care a Lot(1979-1985)
Faith No More tiene sus orígenes en el año 1979, cuando en California, el bajista Billy Gould y el baterista Mike Bordin formaron una banda llamada "Sharp Young Men", a la que se les unió el teclista Wade Worthington y el vocalista Mike Morris; entonces la banda pasó a llamarse "Faith No Man" (debido a que el apodo del vocalista era "The Man") y lanzaron en 1982 una maqueta de dos canciones, "Quiet in Heaven" y "Song of Liberty". Al año siguiente, Mike Morris se fue de la banda y Wade Worthington fue reemplazado por Roddy Bottum, amigo de la infancia de Billy Gould, entonces el grupo comenzó a llamarse Faith No More. La frase con la que el grupo optó su nombre, se debe a un caballo de carreras al cual en tiempos de "crisis" el grupo apostó todo su dinero. Así, para memorar al caballo ganador que les hizo más fácil el comprar instrumentos, un sello discográfico y un mánager, titularon el nombre del grupo como Faith no more. Otros dicen que el nombre proviene de una frase de un amigo de la banda: The Man was No More, literalmente "No estuvo más el hombre", haciendo referencia a que habían echado a Morris, al que apodaban "The Man" ("El Hombre"). De modo que tomaron ese juego de palabras y sustituyeron "The Man" por "Faith", y la banda se quedó como "Faith No More" (No Más Fe).
La banda dio su primer concierto el 11 de octubre de 1983 en San Francisco, junto al vocalista Joe Pop-O-Pie, de la banda Pop-O-Pies (por la cual pasó Gould y Bordin durante un tiempo) y el guitarrista Jake Crucifix. Luego de esto, vino un período por el cual pasaron diferentes vocalistas, entre los que está Walter, Paula Frazer y Courtney Love, quien estuvo cerca de seis meses en la banda. También pasaron distintos guitarristas como Mark Steward, Desmond Trial y Mark Bowen. Finalmente, en 1984 se optó por Chuck Mosley como vocalista oficial y al año siguiente llega el guitarrista Jim Martin, quien había tocado junto a Bordin en la banda EZ-Street, completando así la formación oficial de la banda.
Al principio comenzaron a grabar sin el apoyo de un sello discográfico, hasta que llamaron la atención de Ruth Schwartz de Mordam Records, así en 1985, lanzan su auto-financiado álbum debut, titulado We Care a Lot, el cual los llevó a un contrato con Slash Records.

### Introduce Yourself(1987-1988)
Dos años después, lanzan su segundo álbum: "Introduce Yourself", donde se ve una mayor elaboración y que incorpora elementos del hip hop a su sonido. En este disco se incluye una versión más trabajada del tema "We Care A Lot" la cual fue lanzada como sencillo, al igual que "Anne's Song", ambos sencillos tuvieron un poco de éxito en MTV. Por problemas de alcoholismo, peleas con los otros integrantes y sus limitadas capacidades vocales, Chuck Mosley es despedido del grupo.
Durante este período, la banda ganó una mala reputación debido a las luchas internas y la fricción que generaban. Había rumores frecuente de enfrentamientos físicos entre los miembros de la banda. De hecho, en una breve historia de la banda, el periódico musical británico Melody Maker observó que las relaciones internas de la banda había descendido al "odio patológico". Bordin, en particular, parecía ser en gran medida el "chivo expiatorio" de la banda y el blanco de numerosas y crueles bromas.

### The Real Thing(1989-1991)
Mike Patton, vocalista de la banda californiana experimental Mr. Bungle fue sugerido por Jim Martin, luego de oír una maqueta que mostraba el lado más "death metal" de su banda. Patton abandonó la Universidad Estatal de Humboldt y se unió a Faith No More en enero de 1989, y en dos semanas, había escrito todas las letras de las canciones que componen el álbum The Real Thing, lanzado seis meses después.
El álbum fue un total éxito de crítica, con un sonido único que los críticos definían como una mezcla de Brian Eno, Led Zeppelin y Funkadelic, que iba desde una base funk-metal incorporando hip hop, hasta lounge-soul en canciones como "Edge of the World". El disco también contenía la versión "War Pigs" de Black Sabbath. Dentro de poco la banda estaba de gira con Metallica, actuando ante grandes audiencias, sin embargo, no fue hasta que la canción "Epic" fue lanzada como sencillo en enero de 1990, que la popularidad de Faith No More despegó en los Estados Unidos, en gran parte gracias a la rotación del video en MTV (que incluso recibió algunas críticas negativas por una breve escena de un pez fuera del agua). Otro exitoso video fue el sencillo "Falling to Pieces" que tuvo una alta rotación. "From Out of Nowhere" también fue lanzada como sencillo. Miembros de mega-bandas de rock como Metallica y Guns N' Roses nombraban a Faith No More entre sus grupos favoritos. La banda recibió una nominación al Grammy por mejor interpretación de hard rock.
A fines de ese año, "The Real Thing" ya había sido disco de platino en los Estados Unidos. El disco los llevó a girar por primera vez por todo el mundo, en 1991 la banda lanzó en Gran Bretaña la grabación de un show en vivo que habían realizado ahí, junto con dos canciones inéditas, titulado Live at Brixton. También fue lanzado un video del mismo show, llamado You Fat B**tards. La banda de San Francisco estaba tocando en grandes lugares por todo el mundo como actos principales, llegando a actuar en la segunda edición del Rock in Rio. También llegan a la edición del año 1991 del Festival Internacional de la Canción de Viña del Mar, en Chile . Su sonido único y las maniacas payasadas de Patton en escena, que interpretaba canciones como "Vogue" de Madonna, "The Right Stuff" de New Kids on the Block" y "911 is a Joke" de Public Enemy, atraían admiradores de todo tipo de música. Se estima que las ventas totales de "The Real Thing" bordearon las 5 millones de copias en el mundo.

### Angel Dust(1992-1994)
Luego de una extensa gira, en 1992 lanzan el disco Angel Dust, que supone un cambio en el estilo de la banda, abandonando casi por completo las bases de "The Real Thing" enfocándose en desarrollos instrumentales más complejos y experimentales, y letras más sarcásticas y teñidas de humor negro, mezclando su sonido con melodías más suaves e incluso incorporando elementos del noise y el uso de sampler. Este fue el primer disco en el que Patton participó en la composición, con un cambio en su voz, volviéndose mucho más compleja, trabajada y lograda. Gould, Bottum y Bordin luego del éxito de su anterior disco, tenían más confianza en su capacidad para crear el disco que quería. Al mismo tiempo Martin comenzó a estar insatisfecho con la dirección en que la música del grupo iba, y con frecuencia no se presentaba en los ensayos programados. Gould en muchas ocasiones se vio obligado a hacer él las partes de guitarra. En el verano de 1992, después del lanzamiento del álbum, su primer sencillo, "Midlife Crisis", fue tocado regularmente en MTV y en la radio, obteniendo un importante éxito. Fue seguido por los singles y videos de "Everything's Ruined", "Easy", que obtuvo gran popularidad en Europa, y "A Small Victory".
Estos últimos, a pesar de ser excelentes videos, fueron menos tocadas en MTV, tal vez porque ninguna canción calzaba con la imagen "hard rock" que habían dejado con "The Real Thing", y era una música muy difícil de clasificar. Mientras tanto Faith No More fue parte de la gira más grande del año, el Guns N' Roses/Metallica Stadium Tour. Después de esa gira, en la que recibieron tibias respuestas de los fanáticos de los cabezas de cartel, debido a su diferente música, se embarcaron en giras por Estados Unidos y Europa ante audiencias más pequeñas. El disco finalmente vendió más de 600.000 copias en Estados Unidos, en el Reino Unido alcanzó el número 2. Se estima que vendió alrededor de 3 millones en el mundo.
Luego de que la gira de "Angel Dust" terminó, el resto de la banda estaba de acuerdo en que Jim Martin los estaba frenando con su poco entusiasmo por la dirección musical que estaban tomando. En 1993 fue despedido. Según Roddy Bottum, Martin fue despedido por fax, además declaró: "Jim Martin siempre había sido muy convencional en lo que quería para la banda, era muy fan sólo de la música con mucha guitarra, metal específicamente. Durante la grabación de Angel Dust se volvió evidente para él y para nosotros que íbamos en direcciones muy diferentes". Sin embargo Jim Martin afirma que él decidió abandonar la banda. Ante esto, se le ofreció a Geordi Walker, de Killing Joke ocupar su posición, pero este no aceptó.
A fines de ese año colaboran con la banda sonora Judgment Night de la película del mismo nombre, donde interpretan junto a Boo-Yaa T.R.I.B.E. la canción "Another Body Murdered" que sería lanzada como sencillo. Gould tuvo que grabar las guitarras de la canción.

### King for a Day... Fool for a Lifetime(1995-1996)
En 1995 se edita el álbum titulado "King For A Day...Fool For A Lifetime", un disco que los expone a un espectro aún más amplio de estilos y experimentación, incluyendo géneros como el jazz funk, góspel y bossa nova. Tras la salida de Jim Martin de la banda, Trey Spruance se encargó de las guitarras en la grabación del disco, sin embargo, tras esto dejó la banda, dando distintas razones en las entrevistas, sin embargo la banda sostiene que fue porque Spruance no estaba dispuesto a comprometerse en una gira mundial tan extensa. Fue reemplazado por Dean Menta, antiguo roadie de la banda y exguitarrista de la banda Duh.
Aunque "King for a Day... Fool for a Lifetime" alcanzó el primer lugar en las listas de Australia, y dio un importante éxito en el extranjero con canciones como "Evidence", el disco tuvo poco éxito en Estados Unidos, vendiendo poco más de 200 mil copias. Se lanzaron los singles y videos de "Digging the Grave", "Evidence" y "Ricochet", todas con suficiente potencial comercial, pero fueron casi ignorados por la MTV Americana. Además, obtuvieron una respuesta poco entusiasta en algunos shows en el Reino Unido, por lo que cancelaron una parte de la gira europea. Pese a todo, el álbum tuvo gran éxito en Europa, llegando al top 10 en varios países. Se estima que las ventas mundiales bordearon las 2 millones de copias. También participaron en una gira junto a Steel Pole Bath Tub y en el "Monsters of Rock" por Sudamérica, en este último, nuevamente recibían en algunas oportunidades tibias respuestas por parte del público, por una música mucho más diferente, donde la banda incluía cada vez más versiones de corte "easy-listening" en sus conciertos.
En los próximos dos años, comenzaron a surgir rumores sobre una posible ruptura, los miembros de Faith No More pasaban mucho más tiempo en sus otros proyectos. Mike Bordin fue de gira con Ozzy Osbourne y Black Sabbath, Mike Patton estaba con Mr. Bungle y editó dos trabajos en solitario, Billy Gould estaba trabajando con Brujería y Roddy Bottum tuvo un gran éxito con Imperial Teen.

### Album of the Year(1997-1998)
En 1997 lanzan el que sería el último disco de estudio, llamado "Album Of The Year" y el único en el que ha tocado el actual guitarrista Jon Hudson, que llegó en reemplazo de Dean Menta. Fue acompañado por los singles y videos de "Ashes to Ashes", "Last Cup of Sorrow" y la electrónica "Stripsearch". El álbum vendió más de 200.000 copias en los EE. UU., similar a las ventas de su anterior disco King for a Day... Fool for a Lifetime, pero significativamente inferior a los otros discos desde la incorporación de Mike Patton. En las listas de Australia, República Checa y Nueva Zelanda alcanzó el n.º 1, mientras que en Alemania llegó al n.º 2. En Australia fue Disco de Platino por la venta de 70.000 copias del disco. En las listas británicas el álbum tuvo un leve éxito, sin embargo consiguió el Disco de Oro por la venta de 100.000 copias. Album of the Year ha vendido cerca de 2 millones de copias en el mundo. La primera entrega de la versión australiana incluye un disco de remix de bonificación.
Allmusic describió el álbum como "...una forma apropiada para una de las bandas más influyentes e importantes del rock alternativo para poner fin a su carrera". También se caracteriza por ser "más sencillo musicalmente que los anteriores..." Sin embargo el disco obtuvo duras críticas por parte de Rolling Stone, que solo le dio 1,5 de 5 estrellas.
La portada del disco es la única que no lleva el nombre del grupo, muestra el primer presidente de nueva república europea entre las dos guerras mundiales, Checoslovaquia(hoy en día República Checa) en este caso es el Tomáš Garrigue Masaryk.

### Ruptura y repercusiones (1998-2008)
En los primeros meses de 1998, los rumores de ruptura fueron más intensos de lo habitual. Se especulaba sobre si los muchos proyectos paralelos de los miembros del grupo estaban haciendo estragos, y el interés en Faith No More estaba menguando. El 19 de abril de 1998 Billy Gould difundió lo siguiente por correo electrónico y fax:

"Después de 15 largos y fructíferos años, Faith No More han decidido poner fin a las especulaciones sobre su inminente ruptura... rompiendo. La decisión ha sido mutua, y no se apuntará con el dedo a nadie, no se nombrarán nombres. Ahora cada uno será capaz de dedicarse a su(s) proyecto(s) individual(es) libremente. Por último, y más importante, el grupo desearía agradecer todos aquellos fanes y colegas que han apoyado a la banda a través de su historia".

Después de la disolución de Faith No More, los miembros de la banda tuvieron numerosos proyectos:
- Mike Patton formó su propio sello discográfico, Ipecac Recordings, y volvió a trabajar con Mr. Bungle. Después, trabajó con el productor Dan the Automator en varios álbumes, incluyendo Lovage: Music to Make Love to Your Old Lady By. Otros proyectos incluyeron colaboraciones con John Zorn, Björk, Rahzel, Imani Coppola y The Dillinger Escape Plan. Él también ha estado al frente de varios grupos, incluyendo Tomahawk, Fantômas, y Peeping Tom. En 2007, hizo las voces de los videojuegos The Darkness,Portal y Left 4 Dead.

- Billy Gould fue miembro de Brujería, así como fundador de Koolarrow Records, y supervisó el lanzamiento de los compilados de Faith No More. También tocó el bajo en el álbum de Fear Factory de 2005, Transgression.[14] En 1998, Billy Gould produjo el álbum Vainajala de la banda de rock finlandesa CMX, "Living Targets" de la banda alemana The Beatsteaks, "FUCC the INS", "Kultura Diktatura", "We Came To Take Your Jobs Away" de Kultur Shock. También estuvo de gira con la banda alemana Harmful como guitarrista, en Alemania, Austria, Eslovaquia, República Checa y los Balcanes en 2007. El produjo su álbum, 7, disponible en Koolarrow Records. También tocó el bajo en una canción de la banda Coma, de su disco de 2007 "Nerostitele". En junio de 2008, Billy realizó un show de dos noches junto a Jello Biafra and the Guantanamo School of Medicine, con quienes grabó recientemente el disco The Audacity of Hype.
- El tecladista Roddy Bottum formó Imperial Teen en 1996.

- Mike Bordin formó parte de la banda de Ozzy Osbourne, así como de Black Sabbath, y tocó con Korn en la gira en que su baterista David Silveria se lesionó. Él tocó la batería en el disco solista de Jerry Cantrell, Degradation Trip.

- Jim Martin tuvo apariciones como invitado en Antipop de Primus, Garage Inc. de Metallica tocando junto a otros músicos en el cover de Lynyrd Skynyrd, "Tuesday's Gone" y en el disco debut de Echobrain junto al exbajista de Metallica Jason Newsted. También lanzó un disco solista llamado Milk and Blood en 1996.

- Dean Menta, luego de su salida a principios de 1996, ha estado colaborando y tocando en algunas oportunidades con Sparks.

Con los años, muchas bandas declararon estar influenciadas por Faith No More, como The Dillinger Escape Plan, Look What I Did, Tool, Insane Clown Posse, Incubus, System of a Down, Limp Bizkit, Linkin Park, Deftones Rage Against the Machine, Papa Roach, Glassjaw, Sugar Ray, entre otras.

### Reunión:The Second Coming(2009-2010)

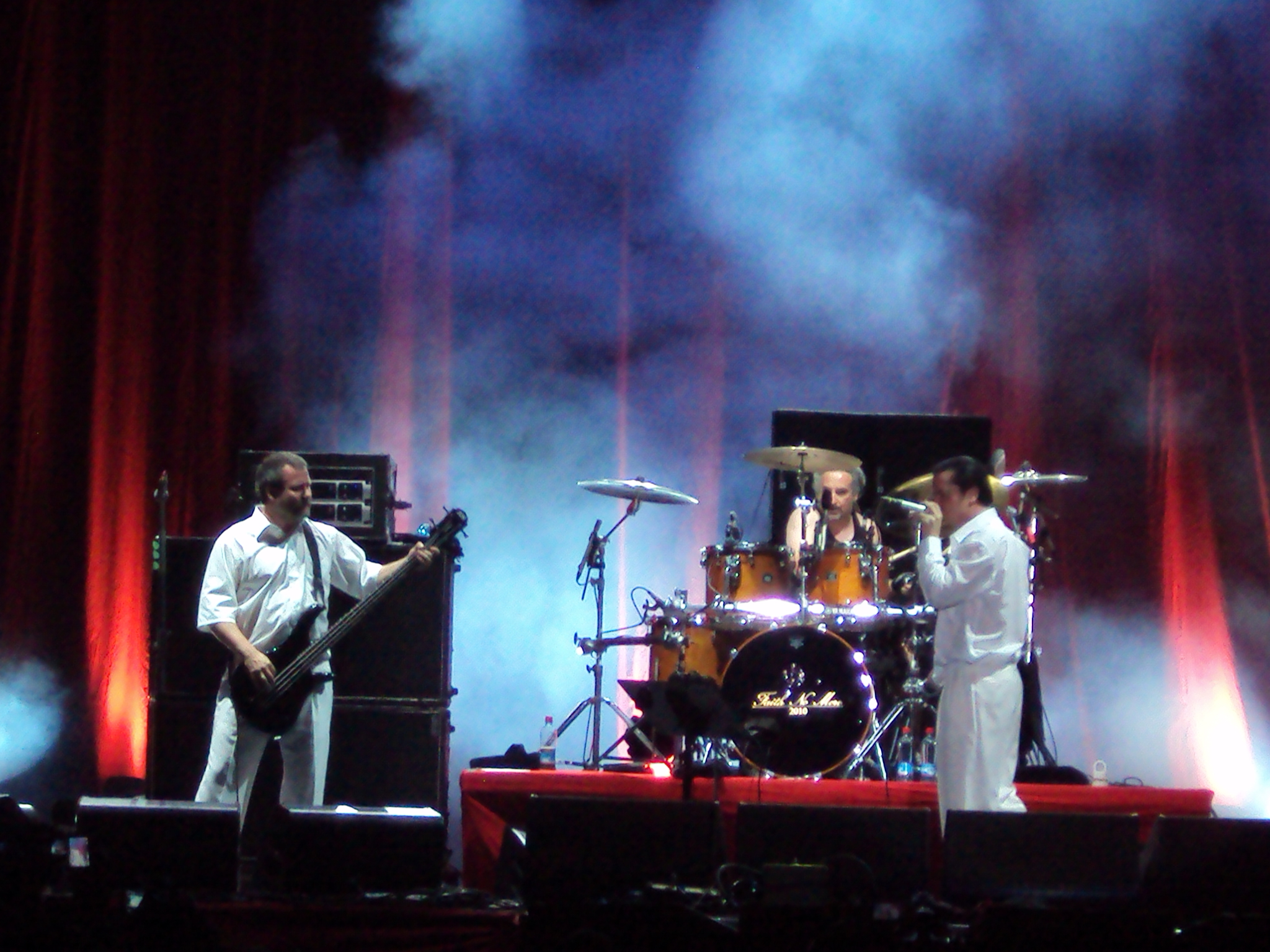
Faith No More en el Last Reunited 2.0 Show en Santiago de Chile

En febrero de 2009, después de varias declaraciones negando una supuesta reunión, Faith No More anuncia su regreso programando conciertos en Europa. Según su sitio oficial, la formación sería la misma con la que se separaron (1997-1998). Su primer show de reunión fue el 10 de junio en el Brixton Academy de Londres, luego fueron cabeza de cartel del Download Festival y una serie de festivales europeos, como el Hurricane, Southside y el Roskilde Festival. Durante la gira, no presentaron material nuevo, pero si destacó nuevamente la interpretación de nuevos covers, como Poker Face de Lady Gaga y Fuck You de Lily Allen (las cuales interpretaban durante la canción "Chinese Arithmetic"), Chariots of Fire de Vangelis, Don't Dream It's Over de Crowded House, Sir Duke de Stevie Wonder, Ben de Michael Jackson, entre otros, además de Reunited de Peaches & Herb, que fue usada para abrir la mayoría de los conciertos del tour.
A fines de octubre de 2009 se embarcaron en una gira sudamericana, de la cual destaca un concierto en Argentina junto a Die Toten Hosen ante unas 35.000 personas y 2 conciertos seguidos en Chile ante unas 60.000 personas en total, para luego seguir por Brasil y México.
Durante 2010, la gira los llevó por Nueva Zelanda y Australia, en el marco del Soundwave Festival. Luego, en abril de ese año, dieron 3 conciertos en San Francisco, en el último de estos, Chuck Mosley, vocalista original, al final del show subió a cantar por primera vez con la banda desde su salida en 1988, y por primera vez junto a Mike Patton. La gira siguió por el Coachella Festival y por países como Portugal, España, Serbia, Bélgica, Austria y Finlandia, durante el Ilosaarirock Festival, donde Patton dijo que sería el último concierto de la banda.
Sin embargo, Faith No More decidió poner fin al The Second Coming Tour con dos presentaciones en el Hollywood Palladium de Los Ángeles, el 30 de noviembre y 1 de diciembre respectivamente, donde durante el encore tocaron junto a su exguitarrista Dean Menta y junto a Sparks; luego se presentaron en el cierre de la Teletón en Chile, el día 4 de diciembre (donde entre su repertorio, interpretaron la canción Que he sacado con quererte de Violeta Parra), y finalmente el "Last Reunited 2.0 Show", el último concierto de la gira, junto a Primus el 5 de diciembre de 2010 en el Estadio Bicentenario Municipal de La Florida, en Santiago de Chile.

## Estilo e influencias
Faith No More son a menudo considerados como una de las bandas más importantes del rock alternativo de los 90. No obstante, cuando comenzaron en 1982 como Faith No Man, su estilo era cercano al post-punk/pre-goth. Después de la publicación de su primer álbum We Care a Lot, fueron muy comparados con bandas como Public Image Limited, y poco a poco fueron incorporando elementos del punk y del heavy metal (influenciados por el guitarrista Jim Martin) y de otros géneros como el funk y el hip hop; así a fines de los 80, con la publicación de su exitoso álbum The Real Thing, eran comúnmente etiquetados como una banda de funk-rap metal y también eran muy comparados con bandas como Red Hot Chili Peppers.
Sin embargo, desde 1992, con la publicación de Angel Dust, la banda tomó un rumbo mucho más experimental. Desde entonces comenzaron a utilizar samples y a añadir una gran cantidad de estilos, como el pop, música experimental, noise, jazz, soul, bossa nova, electrónica, góspel, polka y samba, entre muchos otros. También la banda se hizo conocida por hacer numerosas versiones easy-listening durante sus conciertos.
Las influencias musicales de Faith No More incluyen a artistas de diversos géneros musicales, entre los que están Frank Zappa, Parliament,  Killing Joke, The Residents, Brian Eno, Burt Bacharach, Godflesh, Black Sabbath, Dead Kennedys, Run D.M.C., Napalm Death, Funkadelic, David Bowie, Frank Sinatra, Bad Brains, Siouxsie And The Banshees y Roxy Music.

## Miembros

### Cronología
Miembros Actuales
- Mike Bordin – Batería, percusión, Corista (1980 – 1998) (2009 – presente)
- Billy Gould – bajo, coros (1980 – 1998) (2009 – presente)
- Roddy Bottum – teclado, guitarra rítmica, coros (1983–1998) (2009–presente)
- Mike Patton – Vocalista (1988–1998; 2009–presente)
- Jon Hudson – Guitarra líder, coros (1996–1998; 2009–presente)

### Miembros anteriores
- Mike morris – Vocalista, guitarra (1980–1983)
- Wade Worhinton – Teclado (1980–1983)
- Mark Bowen – Guitarra (1984)
- Courtney Love – Vocalista (1984)
- Chuck Mosley – Vocalista (1984–1988)
- Jim Martin –  Guitarra (1984-1993)
- Trey Spruance –  Guitarra (1994)

## Giras
- 1981-1984: Early Days
- 1985-1986: We Care a Lot Tour
- 1987-1988: Introduce Yourself Tour
- 1989-1991: The Real Thing Tour
- 1992-1993: Angel Dust Tour
- 1995: King for a Day Tour
- 1997-1998: Album of the Year Tour
- 2009-2010: The Second Coming Tour
- Nov 2011: South American Tour
- 2015: Sol Invictus Tour

## Discografía

### Álbumes de estudio
- 1985: We Care A Lot
- 1987: Introduce Yourself
- 1989: The Real Thing
- 1992: Angel Dust
- 1995: King For A Day...Fool For A Lifetime
- 1997: Album Of The Year
- 2015: Sol Invictus